# Myron Goldfinger
Myron Henry Goldfinger (* 17. Februar 1933 in Atlantic City, New Jersey; † 20. Juli 2023 in Westchester County, New York) war ein US-amerikanischer Architekt.

## Leben
Myron Goldfinger war der Sohn von William und Bertha (Sass) Goldfinger. Sein Vater war Postzusteller, seine Mutter Hausfrau. Er studierte Architektur bei Louis I. Kahn an der Universität von Pennsylvania und war 1955 nach seinem Abschluss zwei Jahre in der US-Armee tätig. Danach arbeitete er fast ein Jahrzehnt lang für große und kleine Designbüros in New York, darunter das Büro von Karl Linn, einem Landschaftsarchitekten, dem Großbüro Skidmore, Owings and Merrill und im Büro von Philip Johnson. 1966 eröffnete er mit der Innenarchitektin June Matkovic, die er im selben Jahr heiratete, eine Architekturbüro in New York City. Über Philip Johnson erhielt er auch einen Lehrauftrag am Pratt Institute in Brooklyn, wo er ein Jahrzehnt lang unterrichtete.
Goldfinger erlangte Bekanntheit zunächst mit seinem eigenen Wochenendhaus, das er 1970 in Waccabuc, einem Weiler im Norden von Westchester County, errichtete mit einem rechteckigen Block, der von zwei rechtwinkligen Dreiecken gekrönt wird. Er entwarf seine Häuser, indem er geometrische Grundformen – Halbkreise, Blöcke, Dreiecke – zu dramatischen skulpturalen Aussagen komponierte. Wichtige Bauten war das Millennium House in Montague, N. J. (1978), das Haus von Fred Jaroslow in Sands Point an der North Shore von Long Island (1981), das Conason House in Southampton, New York (1984) sowie die Synagoge in Brighton Beach, Brooklyn. Zusammen mit seiner Frau realisierte er nicht nur Bauten im Raum New York City, sondern entwarf für sich und seine Frau die Altamer Luxury Villas auf der Karibikinsel Anguilla und zwei Häuser im amerikanischen Südwesten, darunter eines in Santa Fe. Beide hatten eine umfangreiche Sammlung von Kunstwerken aus dem Südwesten der USA zusammengetragen.

## Bauten (Auswahl)
- 1970: Goldfinger House, Waccabuc[2]
- 1978: Millennium House, Montague
- 1981: A Luxury Liner (House on Long Island), Sands Point[3]

## Schriften
- Villages in the Sun: Mediterranean Community Architecture, Praeger 1969
- Myron Goldfinger Architect, Artium Books 1992, ISBN 978-0-9633144-0-6
- The Goldfinger Caribbean, Artium Books 2005, ISBN 978-0-9633144-1-3
- Images of the Southwest, 2008